# Bezirksklasse Ostpreußen 1942/43
De Bezirksklasse Ostpreußen 1942/43 was het tiende voetbalkampioenschap van de Bezirksklasse Ostpreußen, het tweede niveau, onder de Gauliga Ostpreußen. De competitie werd weer hervorm en onderverdeeld in acht Kreisen. 

## Bezirksklasse

### Kreis A Königsberg
WKG der BSG Ferdinand Schichau GmbH Königsberg wijzigde de naam in SV Contienen Königsberg. SpVgg ASCO Königsberg trok zijn team in november 1942 terug, de reeds gespeelde wedstrijden (drie verliezen) werden geschrapt.
| Plaats | Club                             | Wed.           | W              | G              | V              | Saldo          | Ptn.           |
| ------ | -------------------------------- | -------------- | -------------- | -------------- | -------------- | -------------- | -------------- |
| 1.     | LSV Pillau                       | 12             | 8              | 2              | 2              | 50:22          | 18:06          |
| 2.     | SV Contienen Königsberg          | 12             | 7              | 3              | 2              | 42:22          | 17:07          |
| 3.     | VfL Preußisch Eylau              | 12             | 7              | 1              | 4              | 43:31          | 15:09          |
| 4.     | SV Rasensport-Preußen Königsberg | 12             | 5              | 2              | 5              | 56:30          | 12:12          |
| 5.     | VfL Labiau                       | 12             | 6              | 0              | 6              | 33:45          | 12:12          |
| 6.     | Concordia Königsberg             | 12             | 4              | 2              | 6              | 23:41          | 10:14          |
| 7.     | SV Wacker Königsberg             | 12             | 0              | 0              | 12             | 13:59          | 0:24           |
| 8.     | VfB Königsberg II                | Teruggetrokken | Teruggetrokken | Teruggetrokken | Teruggetrokken | Teruggetrokken | Teruggetrokken |
| 9.     | SpVgg ASCO Königsberg            | Teruggetrokken | Teruggetrokken | Teruggetrokken | Teruggetrokken | Teruggetrokken | Teruggetrokken |
| 10.    | SV Prussia-Samland Königsberg II | Teruggetrokken | Teruggetrokken | Teruggetrokken | Teruggetrokken | Teruggetrokken | Teruggetrokken |

|  | Deelname promotie-eindronde  |
|  | Terugtrekking uit competitie |

### Kreis B Tilsit
In de Kreisgruppe Tilsit werd geen competitie gespeeld, SG Tilsit nam aan de promotie-eindronde deel.

### Kreis C Gumbinnen
In de Kreisgruppe Gumbinnen werd geen competitie gespeeld, FC Preußen Gumbinnen nam aan de promotie-eindronde deel.

### Kreis D Lyck
In de Kreisgruppe Lyck werd geen competitie gespeeld, Reichsbahn SG Lyck nam aan de promotie-eindronde deel.

### Kreis E Allenstein
In de Kreisgruppe Allenstein begon de competitie met Reichsbahn SG Allenstein, HSV Hindenburg Ortelsburg, SV Allenstein en VfL Mohrungen. De uitslagen zijn niet meer bekend, wel dat SV Allenstein aan de eindronde deelnam. 

### Kreis F Zichenau
In de Kreisgruppe Zichenau werd vermoedelijk geen competitie gespeeld, SV Ostland Zichenau nam aan de promotie-eindronde deel.

### Kreis G Memel
| Plaats | Club            | Wed. | W | G | V | Saldo | Ptn.  |
| ------ | --------------- | ---- | - | - | - | ----- | ----- |
| 1.     | SpVgg Memel     | 3    | 1 | 1 | 1 | 13:10 | 03:03 |
| 2.     | Freya-VfR Memel | 3    | 1 | 1 | 1 | 12:12 | 03:03 |
| 3.     | SC Memel        | 2    | 1 | 0 | 1 | 07:10 | 02:02 |

|  | Deelname promotie-eindronde |

## Promotie-eindronde

### Groep Oost
Hoewel SpVgg Memel promotie kon afdwingen, verzaakten ze hier uiteindelijk aan. 
| Plaats | Club                 | Wed. | W | G | V | Saldo | Ptn.  |
| ------ | -------------------- | ---- | - | - | - | ----- | ----- |
| 1.     | SpVgg Memel          | 3    | 3 | 0 | 0 | 20:06 | 06    |
| 2.     | FC Preußen Gumbinnen | 3    | 2 | 0 | 1 | 08:07 | 04:02 |
| 3.     | Reichsbahn SG Lyck   | 3    | 1 | 0 | 2 | 10:13 | 02:04 |
| 4.     | SG Tilsit            | 3    | 0 | 0 | 3 | 04:16 | 0:06  |

|  | Promotie naar Gauliga Ostpreußen 1943/44 |

### Groep West
| Plaats | Club                | Wed. | W | G | V | Saldo | Ptn.  |
| ------ | ------------------- | ---- | - | - | - | ----- | ----- |
| 1.     | SV Allenstein       | 4    | 4 | 0 | 0 | 13:02 | 08    |
| 2.     | LSV Pillau          | 4    | 2 | 0 | 2 | 03:09 | 04:04 |
| 3.     | SV Ostland Zichenau | 4    | 0 | 0 | 4 | 02:07 | 0:08  |

|  | Promotie naar Gauliga Ostpreußen 1943/44 |